# Чернореченское сельское поселение (Ивановская область)
Черноре́ченское сельское поселение — муниципальное образование в составе Ивановского района Ивановской области России.
Центр — село Чернореченский.

## История
Чернореченское сельское поселение образовано 25 февраля 2005 года в соответствии с Законом Ивановской области № 40-ОЗ.

## Население
| 2002  | 2010  | 2011  | 2012  | 2013  | 2014  | 2015  |
| ----- | ----- | ----- | ----- | ----- | ----- | ----- |
| 1625  | ↗1670 | ↘1668 | ↗1676 | ↘1660 | ↘1644 | ↘1641 |
| 2016  | 2017  | 2018  | 2019  | 2020  | 2021  |       |
| ↘1625 | ↘1614 | ↘1582 | ↘1573 | ↘1545 | ↗1690 |       |

## Состав
| № | Населённый пункт | Тип населённого пункта       | Население (2010) |
| - | ---------------- | ---------------------------- | ---------------- |
| 1 | Жилино           | деревня                      | ↘1               |
| 2 | Чернореченский   | село, административный центр | ↗1669            |